# Andreas Riesner
Andreas "Andi" Riesner (8. ledna 1979, Neumarkt am Wallersee – 8. února 2012, Hochkalter) byl rakouský lyžařský průvodce, alpský novinář a fotograf. 

## Životopis
Riesner byl synem Emmericha Karla Riesnera, starosty města Neumarkt am Wallersee, bývalého prezidenta a v současnosti viceprezidenta regionu Euregio Salzburg – Berchtesgadener Land – Traunstein. Kromě četných zpráv o lyžařských zájezdech, také na internetových fórech a ve svém webovém deníku, vydal spolu s Andreasem Jentzschem a Axelem Jentzsch-Rablem průvodce lyžařských zájezdů v Rakousku: nejkrásnější lyžařské zájezdy od Großglockneru do Vídně.
Riesner měl nehodu při sjezdu z Hochkalteru poté, co uvolnil sněhovou lavinu, která ho smetla až na 50 metrů vysokou skalní stěnu, přes kterou pak spadl asi 300 metrů do Ofentalu. 